# فدور یفیچیف
فدور آدریانوویچ یفیچیف (انگلیسی: Fedor Adrianovich Jeftichew؛ زادهٔ ۱۸۶۸ – ۱ فوریهٔ ۱۹۰۴) یک هنرمند سیرک اهل امپراتوری روسیه بود.
او به بیماری پرمویی مبتلا و لقبش «جو جو، مرد سگ‌چهره» بود. او در سال ۱۸۷۳ میلادی همراه با پدرش که به عنوان «مرد وحشی جنگل‌های کوستروما» شناخته می‌شد، در اروپا به اجرای برنامه پرداخت و در سال ۱۸۸۴ میلادی، در حالی که تنها ۱۶ سال داشت، قراردادی با فینیاس تیلور بارنوم امضا کرد و با کمک او به آمریکا آمد.
فدور به سه زبان انگلیسی، آلمانی و روسی سخن می‌گفت و نمایش‌های متعددی در آمریکا و اروپا انجام داد.
به‌نظر می‌رسد، شخصیت چوباکا و نامش در جنگ ستارگان، از شکلِ ظاهری و نام‌خانوادگیِ او الهام گرفته شده‌باشد.

## نگارخانه

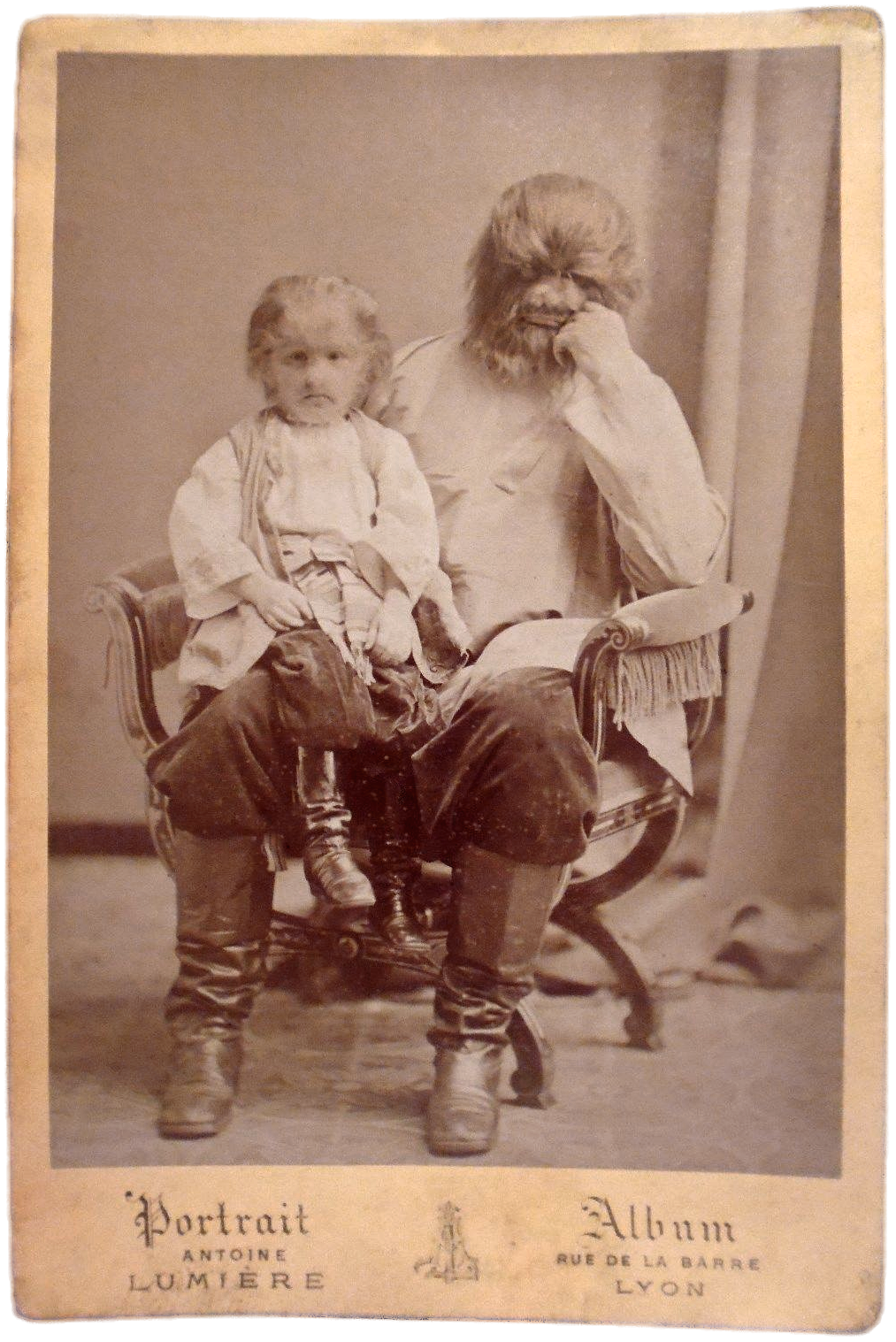
فدور و پدرش
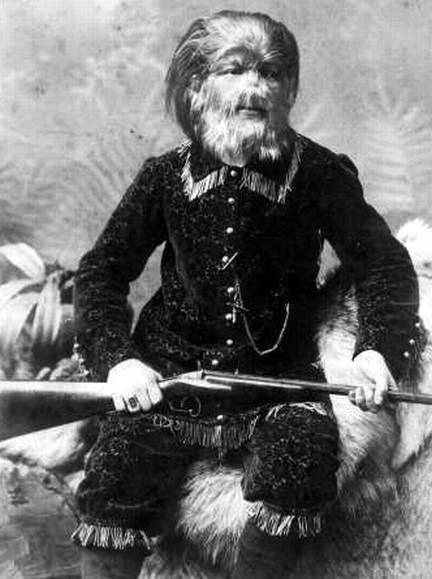
فدور یفیچیف، حوالی سنِ ۱۴ سالگی
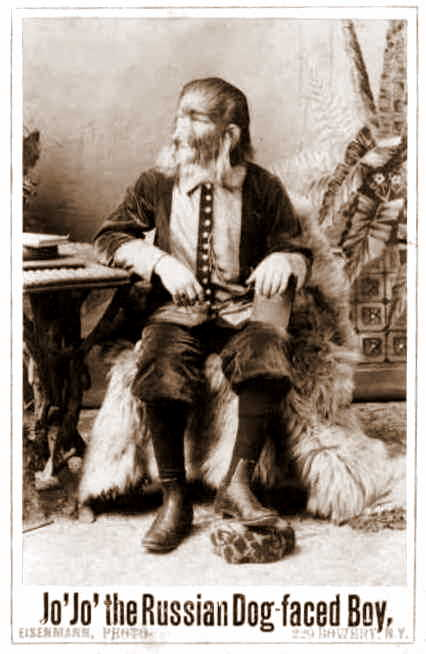
پیش از ۱۹۰۴ میلادی
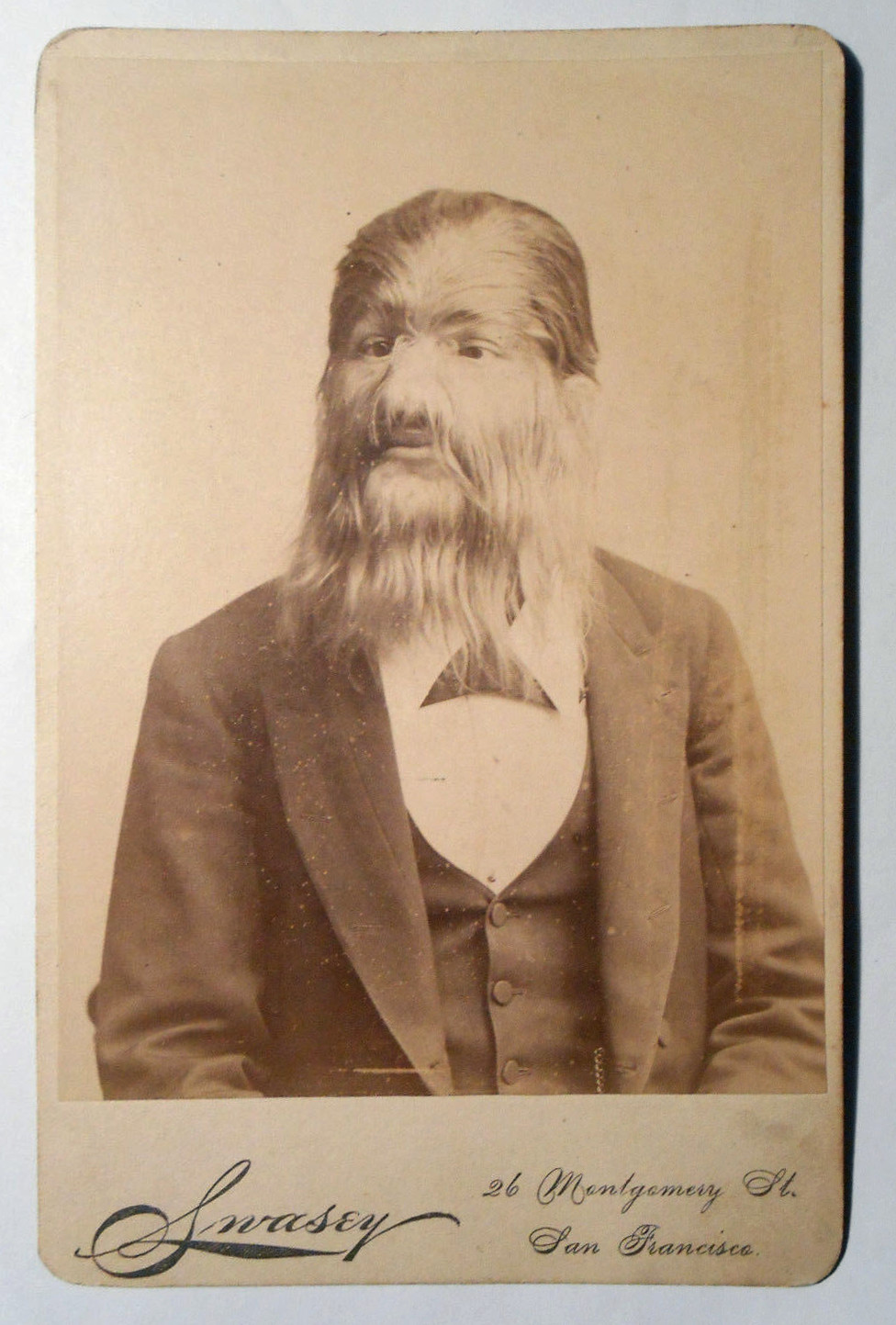
مابین سال‌های ۱۸۸۸ تا ۱۸۹۶